# Untriunium
Az untriunium  a 131-es rendszámú, még fel nem fedezett kémiai elem ideiglenes neve. A természetben nem fordul elő, mesterségesen sem állították még elő. A transzaktinoidák közé tartozik, a g-blokk tizenegyedik eleme. Várható atomtömege 348.
Vegyjele: Utu.
CAS-szám: 63309-52-4
Elektronok héjanként: 2, 8, 18, 32, 43, 18, 8, 2
Elektronszerkezet: Uuo 8s2 8p2 6f3 5g6.

## Fordítás
Ez a szócikk részben vagy egészben  az   Untriunium című német Wikipédia-szócikk fordításán alapul.  Az eredeti cikk szerkesztőit annak laptörténete sorolja fel. Ez a jelzés csupán a megfogalmazás eredetét és a szerzői jogokat jelzi, nem szolgál a cikkben szereplő információk forrásmegjelöléseként.